# Héctor Scarone
Héctor Pedro Scarone Beretta (Montevideo, 26 de noviembre de 1898-Montevideo, 4 de abril de 1967), conocido como el "Gardel del fútbol" y el rey del fútbol siendo el cantante uruguayo considerado como el rey del tango  fue un futbolista uruguayo que jugaba en la posición de entreala derecho. Es considerado uno de los mejores delanteros del mundo del inicio de la profesionalización del fútbol.
Era el hermano menor de Carlos "Rasqueta" Scarone, otro histórico futbolista de Nacional y del fútbol de Uruguay. Los Scarone eran de ascendencia italiana, con orígenes en Liguria.

## Trayectoria

### Futbolista
A nivel de clubes, Scarone jugó la mayor parte de su carrera en Nacional, club en el que es una verdadera leyenda. Debutó en el equipo del Parque Central en 1916 y allí jugó hasta 1939, año en que jugó durante una temporada en el Montevideo Wanderers, como etapa final a su carrera deportiva.
Anteriormente y durante 3 años se desempeñó en el fútbol europeo: 1926, cuando defendió los colores del FC Barcelona de España, 1931–1932, cuando jugó para el Società Sportiva Ambrosiana (hoy Inter de Milán) de Italia y 1932-1934, cuando actuó en el Palermo.
En Nacional, Scarone posee el récord de mayor cantidad de años jugando para la institución (20 años), y es el tercer máximo goleador en la historia de la liga de Uruguay con 163 goles. Obtuvo la Primera División de Uruguay en ocho ocasiones: 1916, 1917, 1919, 1920, 1922, 1923, 1924 y 1934, la Copa de Honor (Cousenier) en 1917 y la Copa Río de la Plata (Dr. Ricardo Aldao) en 1919 y 1920. Jugó en total (incluyendo amistosos) 391 partidos con Nacional, marcó 301 goles en su dilatada trayectoria de 24 años como futbolista.
El compromiso de Scarone con el equipo de sus amores y con su patria se reflejó en actitudes como las que tuvo en Barcelona en 1926. Con el advenimiento del profesionalismo en España, Scarone decidió abandonar el club catalán porque si firmaba contrato se complicaría la preparación para los Juegos Olímpicos de 1928 con Uruguay y, además, nunca volvería a jugar en Nacional.

«Yo pensaba en mi patria, en que pronto vendrían las Olimpíadas de 1928, y en que debía vestir la casaca celeste, pensé en Nacional también, en el que ya no volvería a jugar, y no quise firmar. Pocos días antes de embarcarme me hicieron la última propuesta: los treinta mil pesos al contado a la firma por cinco años y tampoco acepté. Me vine a jugar de nuevo por los celestes y por mi Nacional...»
—Héctor Scarone

Decisiones como esta ganaron para siempre el corazón de la afición deportiva uruguaya, que aún hoy lo recuerda como uno de los máximos exponentes de la historia del fútbol oriental.
Es el segundo máximo goleador en la historia del Club Nacional de Football con 301 goles, después de Atilio García con 468 goles. Como homenaje a su figura una de las tribunas del Parque Central lleva su nombre.

### Entrenador
Como entrenador, Scarone dirigió, entre otros, a Nacional, al Millonarios de Colombia, a Deportivo Quito de Ecuador y entre 1950 y 1952 al Real Madrid de España.

## Selección nacional

La en el Mundial de 1930, siendo Héctor Scarone el segundo agachado.

Con la Selección Uruguaya ganó la Copa América en 1917, 1923, 1924 y 1926. Además salió vicecampeón en 1919 y 1927. También ganó la medalla de oro en los Juegos Olímpicos de 1924 y 1928 y la Copa Mundial de Fútbol de 1930. Disputó 51 partidos oficiales y anotó 31 goles. Incluyendo los encuentros no reconocidos por la FIFA anotó un total de 52 goles en 70 partidos. Fue el máximo goleador en la historia de su selección hasta el 11 de octubre de 2011, cuando fue superado por Diego Forlán. Convirtió cinco goles a Bolivia en la victoria por 6:0 de la Copa América de 1926, siendo el único jugador en anotar cinco goles en un partido con la selección uruguaya. Fue elegido como mejor jugador de la Copa América 1917 y fue el goleador de la Copa América 1927 con tres goles. Es el quinto máximo goleador de la Copa América con trece goles.

### Participaciones en Copas del Mundo[19]
| Mundial              | Sede    | Resultado | Partidos | Goles |
| -------------------- | ------- | --------- | -------- | ----- |
| Copa Mundial de 1930 | Uruguay | Campeón   | 3        | 1     |

### Participaciones en Juegos Olímpicos[19]
| Juegos                | Sede      | Resultado | Partidos | Goles |
| --------------------- | --------- | --------- | -------- | ----- |
| Juegos Olímpicos 1924 | París     | Campeón   | 5        | 5     |
| Juegos Olímpicos 1928 | Ámsterdam | Campeón   | 3        | 3     |

### Participaciones en Copa América
| Copa              | Sede      | Resultado  | Partidos | Goles |
| ----------------- | --------- | ---------- | -------- | ----- |
| Copa América 1917 | Uruguay   | Campeón    | 3        | 2     |
| Copa América 1919 | Brasil    | Subampeón  | 4        | 1     |
| Copa América 1923 | Uruguay   | Campeón    | 3        | 1     |
| Copa América 1924 | Uruguay   | Campeón    | 2        | 0     |
| Copa América 1926 | Chile     | Campeón    | 4        | 6     |
| Copa América 1927 | Perú      | Subcampeón | 2        | 3     |
| Copa América 1929 | Argentina | 3° puesto  | 0        | 0     |

### Detalle de sus participaciones
| 1  | Argentina      | 1:0       | 2 de setiembre de 1917   | Montevideo · Uruguay      | Copa Newton               | -                  |
| 2  | Chile          | 4:0 (2:0) | 30 de septiembre de 1917 | Montevideo · Uruguay      | Copa América 1917         | -                  |
| 3  | Brasil         | 4:0 (2:0) | 7 de octubre de 1917     | Montevideo · Uruguay      | Copa América 1917         | 8'                 |
| 4  | Argentina      | 1:0 (0:0) | 14 de octubre de 1917    | Montevideo · Uruguay      | Copa América 1917         | 62'                |
| 5  | Argentina      | 3:1       | 28 de julio de 1918      | Montevideo · Uruguay      | Copa Honor Uruguayo 1918  | Anotado            |
| 6  | Argentina      | 0:0       | 15 de agosto de 1918     | Buenos Aires Argentina    | Copa Honor Argentino 1918 | -                  |
| 7  | Argentina      | 1:2       | 25 de agosto de 1918     | Buenos Aires Argentina    | Copa Honor Argentino 1918 | -                  |
| 8  | Argentina      | 1:1       | 20 de setiembre de 1918  | Montevideo · Uruguay      | Copa Lipton 1918          | -                  |
| 9  | Argentina      | 0:2       | 29 de setiembre de 1918  | Buenos Aires Argentina    | Copa Newton               | -                  |
| 10 | Argentina      | 3:2 (2:1) | 13 de mayo de 1919       | Río de Janeiro · Brasil   | Copa América 1919         | 23'                |
| 11 | Chile          | 2:0 (2:0) | 17 de mayo de 1919       | Río de Janeiro · Brasil   | Copa América 1919         | -                  |
| 12 | Brasil         | 2:2 (2:1) | 25 de mayo de 1919       | Río de Janeiro · Brasil   | Copa América 1919         | -                  |
| 13 | Brasil         | 0:1       | 29 de mayo de 1919       | Río de Janeiro · Brasil   | Copa América 1919         | -                  |
| 14 | Argentina      | 4:1       | 18 de julio de 1919      | Montevideo · Uruguay      | Copa Honor Uruguayo       | Anotado · Anotado  |
| 15 | Argentina      | 2:1       | 7 de setiembre de 1919   | Buenos Aires Argentina    | Copa Honor Argentino      | Anotado · Anotado  |
| 16 | Argentina      | 4:2       | 7 de diciembre de 1919   | Montevideo · Uruguay      | Copa Círculo de Prensa    | Anotado            |
| 17 | Argentina      | 2:0       | 18 de julio de 1920      | Montevideo · Uruguay      | Copa Honor Uruguayo       | Anotado            |
| 18 | Argentina      | 3:1       | 25 de julio de 1920      | Buenos Aires Argentina    | Copa Newton               | -                  |
| 19 | Argentina      | 1:0       | 10 de diciembre de 1922  | Montevideo · Uruguay      | Copa Honor Uruguayo       | -                  |
| 20 | Argentina      | 2:2       | 17 de diciembre de 1922  | Buenos Aires Argentina    | Copa Newton               | -                  |
| 21 | Argentina      | 2:2       | 22 de julio de 1923      | Montevideo · Uruguay      | Copa Honor Uruguayo       | -                  |
| 22 | Argentina      | 0:2       | 30 de septiembre de 1923 | Montevideo · Uruguay      | Copa Honor Uruguayo       | -                  |
| 23 | Paraguay       | 2:0 (1:0) | 6 de noviembre de 1923   | Montevideo · Uruguay      | Copa América 1923         | 11'                |
| 24 | Brasil         | 2:1 (0:0) | 25 de noviembre de 1923  | Montevideo · Uruguay      | Copa América 1923         | -                  |
| 25 | Argentina      | 2:0 (1:0) | 2 de diciembre de 1923   | Montevideo · Uruguay      | Copa América 1923         | -                  |
| 26 | Yugoslavia     | 7:0 (3:0) | 26 de mayo de 1924       | París Francia             | Juegos Olímpicos 1924     | 23'                |
| 27 | Estados Unidos | 3:0 (3:0) | 29 de mayo de 1924       | París Francia             | Juegos Olímpicos 1924     | 15'                |
| 28 | Francia        | 5:1 (2:1) | 1 de junio de 1924       | París Francia             | Juegos Olímpicos 1924     | 2' 24'             |
| 29 | Países Bajos   | 2:1 (0:1) | 6 de junio de 1924       | París Francia             | Juegos Olímpicos 1924     | 81' (pen.)         |
| 30 | Suiza          | 3:0 (1:0) | 9 de junio de 1924       | París Francia             | Juegos Olímpicos 1924     | -                  |
| 31 | Argentina      | 1:1       | 21 de setiembre de 1924  | Montevideo · Uruguay      | Amistoso                  | -                  |
| 32 | Argentina      | 0:0       | 28 de setiembre de 1924  | Buenos Aires Argentina    | Amistoso                  | -                  |
| 33 | Argentina      | 1:2       | 2 de octubre de 1924     | Buenos Aires Argentina    | Amistoso                  | -                  |
| 34 | Chile          | 5:0 (1:0) | 19 de octubre de 1924    | Montevideo · Uruguay      | Copa América 1924         | -                  |
| 35 | Paraguay       | 3:1 (2:0) | 26 de octubre de 1924    | Montevideo · Uruguay      | Copa América 1924         | -                  |
| 36 | Chile          | 3:1 (2:0) | 17 de octubre de 1926    | Santiago de Chile · Chile | Copa América 1926         | 55'                |
| 37 | Argentina      | 2:0 (1:0) | 24 de octubre de 1926    | Santiago de Chile · Chile | Copa América 1926         | -                  |
| 38 | Bolivia        | 6:0 (4:0) | 28 de octubre de 1926    | Santiago de Chile · Chile | Copa América 1926         | 9' 12' 28' 39' 81' |
| 39 | Paraguay       | 6:1 (3:0) | 1 de noviembre de 1926   | Santiago de Chile · Chile | Copa América 1926         | -                  |
| 40 | Argentina      | 1:0       | 28 de agosto de 1927     | Buenos Aires · Uruguay    | Copa Lipton               | Anotado            |
| 41 | Bolivia        | 9:0 (3:0) | 6 de noviembre de 1927   | Lima · Perú               | Copa América 1927         | 86'                |
| 42 | Argentina      | 2:3 (1:0) | 20 de noviembre de 1927  | Lima · Perú               | Copa América 1927         | 33' 79'            |
| 43 | Chile          | 2:3       | 10 de diciembre de 1927  | Viña del Mar · Chile      | Amistoso                  | Anotado            |
| 44 | Países Bajos   | 2:0 (1:0) | 30 de mayo de 1928       | Ámsterdam · Países Bajos  | Juegos Olímpicos de 1928  | 20'                |
| 45 | Italia         | 3:2 (3:1) | 7 de junio de 1928       | Ámsterdam · Países Bajos  | Juegos Olímpicos de 1928  | 31'                |
| 46 | Argentina      | 2:1 (1:1) | 13 de junio de 1928      | Ámsterdam · Países Bajos  | Juegos Olímpicos de 1928  | 73'                |
| 47 | Argentina      | 1:1       | 16 de junio de 1929      | Montevideo · Uruguay      | Amistoso                  | -                  |
| 48 | Argentina      | 1:1       | 25 de mayo de 1930       | Buenos Aires Argentina    | Copa Newton               | -                  |
| 49 | Rumania        | 4:0 (4:0) | 21 de julio de 1930      | Montevideo · Uruguay      | Copa Mundial 1930         | 26'                |
| 50 | Yugoslavia     | 6:1 (3:1) | 27 de julio de 1930      | Montevideo · Uruguay      | Copa Mundial 1930         | -                  |
| 51 | Argentina      | 4:2 (1:2) | 30 de julio de 1930      | Montevideo · Uruguay      | Copa Mundial 1930         | -                  |

## Clubes
| Equipo             | País               | Periodo   | Partidos  | Goles     | Promedio  |
| ------------------ | ------------------ | --------- | --------- | --------- | --------- |
| Nacional           | Uruguay            | 1916—1926 | 115       | 108       | 0,94      |
| Barcelona          | España             | 1926      | 18        | 9         | 0,50      |
| Nacional           | Uruguay            | 1927—1931 | 45        | 39        | 0,87      |
| Inter de Milán     | Italia             | 1931—1932 | 14        | 7         | 0,50      |
| Palermo            | Italia             | 1932—1934 | 54        | 13        | 0,24      |
| Nacional           | Uruguay            | 1934—1939 | 31        | 16        | 0,52      |
| Wanderers          | Uruguay            | 1939      | Sin datos | Sin datos | Sin datos |
| Selección uruguaya | Selección uruguaya | 1917—1930 | 51        | 31        | 0,61      |
| TOTAL              | TOTAL              | 1916—1938 | 328       | 223       | 0,68      |

## Estadísticas

### Clubes
| Club                | Div                 | Temporada           | Liga | Liga | Copas Nacionales | Copas Nacionales | Copas Internacionales | Copas Internacionales | Amistosos | Amistosos | Total | Total |
| Club                | Div                 | Temporada           | PJ   | G    | PJ               | G                | PJ                    | G                     | PJ        | G         | PJ    | G     |
| ------------------- | ------------------- | ------------------- | ---- | ---- | ---------------- | ---------------- | --------------------- | --------------------- | --------- | --------- | ----- | ----- |
| Nacional · Uruguay  | 1.ª                 | 1916                | 15   | 9    | 2                | 2                | 2                     | 0                     | 5         | 10        | 24    | 21    |
| Nacional · Uruguay  | 1.ª                 | 1927                | 7    | 3    | -                | -                | -                     | -                     | 2         | 1         | 9     | 4     |
| Nacional · Uruguay  | Total               | Total               | -    | -    | -                | -                | -                     | -                     | -         | -         | -     | -     |
| Total en su carrera | Total en su carrera | Total en su carrera | -    | -    | -                | -                | -                     | -                     | -         | -         | -     | -     |

### Selecciones
| Selección nacional · Uruguay | 1917          | 3  | 2  | -  | - | 1  | 0 | 4  | 2  |
| Selección nacional · Uruguay | 1918          | -  | -  | -  | - | 5  | 1 | 5  | 1  |
| Selección nacional · Uruguay | 1919          | 4  | 1  | -  | - | 3  | 5 | 7  | 6  |
| Selección nacional · Uruguay | 1920          | -  | -  | -  | - | 2  | 1 | 2  | 1  |
| Selección nacional · Uruguay | 1921          | -  | -  | -  | - | -  | - | -  | -  |
| Selección nacional · Uruguay | 1922          | -  | -  | -  | - | 2  | 0 | 2  | 0  |
| Selección nacional · Uruguay | 1923          | 3  | 1  | -  | - | 2  | 0 | 5  | 1  |
| Selección nacional · Uruguay | 1924          | 2  | 0  | 5  | 5 | 3  | 0 | 10 | 5  |
| Selección nacional · Uruguay | 1925          | -  | -  | -  | - | -  | - | -  | -  |
| Selección nacional · Uruguay | 1926          | 4  | 6  | -  | - | -  | - | 4  | 6  |
| Selección nacional · Uruguay | 1927          | 2  | 3  | -  | - | 2  | 2 | 4  | 6  |
| Selección nacional · Uruguay | 1928          | -  | -  | 3  | 3 | -  | - | 3  | 3  |
| Selección nacional · Uruguay | 1929          | -  | -  | -  | - | 1  | 0 | 1  | 0  |
| Selección nacional · Uruguay | 1930          | -  | -  | 3  | 1 | 1  | 0 | 4  | 1  |
| Selección nacional · Uruguay | Total sel.    | 18 | 13 | 11 | 9 | 22 | 9 | 51 | 31 |
| Total carrera | Total carrera | 18 | 13 | 11 | 9 | 22 | 9 | 51 | 31 |
| (1)Incluidos los datos del Campeonato Sudamericano (1917, 1919, 1923, 1924, 1926 y 1927) (2)Incluidos los datos de los Juegos Olímpicos (1924 y 1928) y la Copa Mundial de Fútbol (1930) |               |    |    |    |   |    |   |    |    |

### Participaciones en Copas del Mundo
| Mundial           | Sede    | Resultado | Partidos | Goles | Asistencias |
| ----------------- | ------- | --------- | -------- | ----- | ----------- |
| Copa Mundial 1930 | Uruguay | Campeón   | 4        | 1     | 2           |

## Palmarés

### Como futbolista

#### Títulos regionales
| Título                 | Club         | Región   | Año  |
| ---------------------- | ------------ | -------- | ---- |
| Campeonato de Cataluña | FC Barcelona | Cataluña | 1926 |

#### Títulos nacionales
| Título                      | Club         | País    | Año  |
| --------------------------- | ------------ | ------- | ---- |
| Primera División            | Nacional     | Uruguay | 1916 |
| Copa de Honor               | Nacional     | Uruguay | 1916 |
| Primera División (2)        | Nacional     | Uruguay | 1917 |
| Copa de Honor (2)           | Nacional     | Uruguay | 1917 |
| Primera División (3)        | Nacional     | Uruguay | 1919 |
| Copa Competencia            | Nacional     | Uruguay | 1919 |
| Copa Albion                 | Nacional     | Uruguay | 1919 |
| Primera División (4)        | Nacional     | Uruguay | 1920 |
| Copa León Peyrou            | Nacional     | Uruguay | 1920 |
| Copa Competencia (2)        | Nacional     | Uruguay | 1921 |
| Copa León Peyrou (2)        | Nacional     | Uruguay | 1921 |
| Primera División (5)        | Nacional     | Uruguay | 1922 |
| Copa León Peyrou (3)        | Nacional     | Uruguay | 1922 |
| Primera División (6)        | Nacional     | Uruguay | 1923 |
| Copa Competencia (3)        | Nacional     | Uruguay | 1923 |
| Primera División (7)        | Nacional     | Uruguay | 1924 |
| Copa del Rey                | FC Barcelona | España  | 1926 |
| Campeonato Ing José Serrato | Nacional     | Uruguay | 1928 |
| Primera División (8)        | Nacional     | Uruguay | 1934 |
| Torneo Competencia          | Nacional     | Uruguay | 1934 |
| Torneo de Honor             | Nacional     | Uruguay | 1935 |
| Torneo de Honor (2)         | Nacional     | Uruguay | 1938 |
| Torneo de Honor (3)         | Nacional     | Uruguay | 1939 |

#### Títulos internacionales
| Título                                     | Equipo             | Sede       | Año  |
| ------------------------------------------ | ------------------ | ---------- | ---- |
| Copa Aldao                                 | Nacional           | Bs. Aires  | 1916 |
| Copa de Honor Cousenier                    | Nacional           | Montevideo | 1916 |
| Copa de Honor Cousenier (2)                | Nacional           | Montevideo | 1917 |
| Copa América                               | Selección uruguaya | Uruguay    | 1917 |
| Copa Aldao (2)                             | Nacional           | Montevideo | 1919 |
| Copa Aldao (3)                             | Nacional           | Bs. Aires  | 1920 |
| Copa América (2)                           | Selección uruguaya | Uruguay    | 1923 |
| Copa América (3)                           | Selección uruguaya | Uruguay    | 1924 |
| Medalla de oro en los Juegos Olímpicos     | Selección uruguaya | Colombes   | 1924 |
| Copa América (4)                           | Selección uruguaya | Chile      | 1926 |
| Medalla de oro en los Juegos Olímpicos (2) | Selección uruguaya | Ámsterdam  | 1928 |
| Copa Mundial de Fútbol                     | Selección uruguaya | Uruguay    | 1930 |

### Títulos amistosos
| Título                             | Equipo   | Año  |
| ---------------------------------- | -------- | ---- |
| Copa Fraternidad Rioplatense       | Nacional | 1917 |
| Copa Intendente Municipio La Plata | Nacional | 1919 |
| Copa Campeones La Plata            | Nacional | 1922 |
| Copa Uruguay-Paraguay              | Nacional | 1924 |
| Copa Banco de Italia               | Nacional | 1925 |
| Copa Alfonso XIII de España        | Nacional | 1925 |
| Copa Islas Baleares                | Nacional | 1925 |
| Copa Basilea                       | Nacional | 1925 |
| Copa Club Gerona                   | Nacional | 1925 |
| Copa Palma Mallorca                | Nacional | 1925 |
| Copa General Francisco R. Serrano  | Nacional | 1927 |
| Copa Colonia Francia               | Nacional | 1927 |
| Copa Montevideo-Avellaneda         | Nacional | 1927 |
| Copa Montevideo-Avellaneda (2)     | Nacional | 1928 |
| Copa Ciudad La Plata               | Nacional | 1928 |
| Copa Embajada España               | Nacional | 1928 |
| Copa Amistad Nacional-Boca         | Nacional | 1929 |
| Copa Embajada Perú                 | Nacional | 1929 |

### Distinciones individuales
| Distinción                                                                             | Año         |
| -------------------------------------------------------------------------------------- | ----------- |
| Mejor Jugador de la Copa América                                                       | 1917        |
| Goleador de la Copa América (3 goles)                                                  | 1927        |
| Máximo goleador histórico de la Selección de Uruguay en partidos reconocidos por FIFA. | 1931 a 2011 |
| 21..eɽ puesto en el Ranking del Mejor Jugador Sudamericano del Siglo XX                | 2006        |
| 40.º puesto en Ranking del Mejor Jugador del Mundo del Siglo XX                        | 2006        |